# سیارک ۲۵۳۰۰
سیارک ۲۵۳۰۰ (به انگلیسی: 25300 Andyromine، نامگذاری:1998WE23) بیست و پنج هزار و سیصدمین سیارک کشف شده‌است که در ۱۸ نوامبر ۱۹۹۸ کشف شد.
قدر مطلق سیارک برابر ۱۴٫۸ است.